# Budějovické Předměstí
Budějovické Předměstí je východní část města Písek ve stejnojmenném okrese v Jihočeském kraji. Zahrnuje většinu souvislé městské zástavby na pravém břehu řeky Otavy s výjimkou historického centra (část Vnitřní Město), které Budějovické Předměstí obepíná. Součástí Budějovického Předměstí je i čtvrť Táborské Předměstí. Budějovické Předměstí leží v katastrálním území Písek o výměře 38,04 km².

## Historie
Budějovické Předměstí bylo píseckou částí v letech 1850–1879. Znovu se jí stalo v letech 1900–1920 a podruhé 1. ledna 1980.

## Obyvatelstvo
| Rok            | 1869  | 1880 | 1890 | 1900  | 1910  | 1921 | 1930  | 1950 | 1961 | 1970   | 1980   | 1991   | 2001   | 2011   | 2021   |
| -------------- | ----- | ---- | ---- | ----- | ----- | ---- | ----- | ---- | ---- | ------ | ------ | ------ | ------ | ------ | ------ |
| Počet obyvatel | 4 105 | 0    | 0    | 6 048 | 7 466 | 0    | 9 239 | 0    | 0    | 16 206 | 21 341 | 20 544 | 19 564 | 18 974 | 18 219 |
| Počet domů     | 293   | 0    | 0    | 453   | 583   | 738  | 1 099 | 0    | 0    | 1 730  | 1 951  | 2 147  | 2 223  | 2 325  | 2 373  |